# 심포닉사가
심포닉사가(Symphonic Saga)는 위너원(WINNERONE)에서 제작한 건슈팅 액션 MMOTPS 게임이다.
TPS(Third Person Shooter, 3인칭 슈터) 장르는 유저가 컨트롤 하는 캐릭터 등 뒤가 보이는 3인칭 시점의 슈팅게임으로 1인칭 시점의 슈팅게임인 FPS(First Person Shooter)와 비슷해보이지만 실제 많은 차이가 있다
심포닉 사가는 가까운 미래를 배경으로 한다. 실제 게임에는 종족과 클래스의 개념이 없고, 무기와 스킬에 따라 캐릭터가 성장하는 던전 클리어 방식이다.
유저커뮤니티를 위해 1:1 화상채팅과 개인방송, 하우징 시스템이 갖춰져 있다.
하우징 시스템을 통해 개인소유의 집 또는 길드사무실로 운영할 수 있으며, 길드전을 통해 각 던젼에 대한 길드 소유가 가능, 퀘스트 수행 등 MMORPG적인 요소가 있다.